# Dover (Ohio)
Dover é uma cidade localizada no estado norte-americano de Ohio, no Condado de Tuscarawas.

## Demografia
Segundo o censo norte-americano de 2000, a sua população era de 12.210 habitantes.
Em 2006, foi estimada uma população de 12.504, um aumento de 294 (2.4%).

## Geografia
De acordo com o United States Census Bureau tem uma área de
13,8 km², dos quais 13,6 km² cobertos por terra e 0,2 km² cobertos por água. Dover localiza-se a aproximadamente 275 m acima do nível do mar.

## Localidades na vizinhança
O diagrama seguinte representa as localidades num raio de 12 km ao redor de Dover.